# Tramlijn 31 (Brussel)
De Brusselse tramlijn 31 is een voormalige tramlijn. De lijn verbond na 20u het Noordstation met de halte Marius Renard (nabij het Neerpedepark in het westen van Anderlecht). De lijn trad in dienst op 30 juni 2008; het verving de op hetzelfde moment ingekorte tramlijn 56. Op 23 februari 2015 werd de lijn afgeschaft en vervangen tussen Marius Renard en het Zuidstation door tram 81 die voortaan ook na 20u reed. Het verdwijnen van lijn 31 uit de Noord-Zuidas werd gecompenseerd door een frequentieverhoging van de lijnen 3 en 4.

## Traject
Noordstation - Rogier - De Brouckère - Beurs - Anneessens - Lemonnier - Zuidstation - Bara - Fiennes - Raad - Albert I - Kuregem - Dover - Verzet - Sint-Guido - Meir - Ysaye - van Beethoven - Frans Hals - Vivèspark - Marius Renard.